# Thondi
Thondi is een panchayatdorp in het district Ramanathapuram van de Indiase staat Tamil Nadu. 

## Demografie
Volgens de Indiase volkstelling van 2001 wonen er 15.298 mensen in Thondi, waarvan 49% mannelijk en 51% vrouwelijk is. De plaats heeft een alfabetiseringsgraad van 69%. 